# 捕快
捕快相當於古代警察的名稱。「捕役，捕拿盜匪之官役也」，而「快手，動手擒賊之官役也」，因二者性質相近，故合稱為捕快。捕快的称呼起源于哪朝无法考证，但是至少在原始社会末期奴隶社会前期就拥有了类似职能的人，这是最初捕快的雏形，他们负责缉捕罪犯、传唤被告和证人、调查罪证。

## 宋朝
- 神捕司
- 四大名捕

## 清朝
清代規定捕快三年一試，但各地衙門可以隨時酌情增補捕快的空缺，如要擔任捕快者，必須經過嚴格的考驗。且三代身家清白，月收入也只有區區的白銀三兩八錢（3.8兩，一兩銀一般情況相當於一貫銅錢，即三千八百文錢），捕快的首領為捕頭，收入六兩。雖然不高，但是依照各種陋習，收取規費等，月入可高達數十到數百兩。清朝時雖然一本《大清律例》執法，但實際管理老百姓的，卻是胥吏，固有「清朝與胥吏共天下說」。而胥吏仰賴的，還是地方的捕快。

## 歷史與小說中知名捕快
- 包青天：王朝、馬漢、張龍、趙虎（宋朝）
- 四大名捕：無情、鐵手、追命、冷血（宋朝）
- 燕京六扇門

## 受供奉之捕快
- 蘇阿乖：於清光緒年間任雲林縣衙捕快，於圍剿林圯埔（今竹山地區）一帶土匪時殉職，後被當地民眾供奉，並訂廟名為「聖義廟」。
- 王朝、馬漢：有些包公廟會將王朝、馬漢作為包公的部將奉祀；如臺南南沙宮。

## 電視劇

### 無線電視
- 大捕快
- 少年四大名捕 (無綫電視劇)

### 亞洲電視
- 四大名捕會京師 (亞洲電視劇)

### 中國
- 少年四大名捕 (中國電視劇)
- 带刀女捕快